# Manuel Musallam
Manuel Musallam (em árabe: منويل مسلم; nascido em 16 de abril de 1938) é um padre católico palestino. Seu trabalho pastoral o levou à Jordânia, Cisjordânia e Gaza. Ele é um ativista palestino que se opõe fortemente à ocupação dos territórios palestinos por Israel e à judaização de Jerusalém. Ele abriu as portas de escolas cristãs para famílias muçulmanas, trabalhou para alcançar um entendimento entre o Fatah e o Hamas e foi fundamental na mediação de soluções para as tensões intra-muçulmanas e muçulmanas-cristãs. Mahmoud Abbas, presidente da Autoridade Palestina, o nomeou chefe do Departamento para os Cristãos do Ministério das Relações Exteriores Palestino. Ele é um orador de distinção e fundador dos Grupos Folclóricos Palestinos, pelos quais foi premiado com uma medalha de ouro. padre Musallem aposentou-se em Birzeit, aos 71 anos, por motivos de saúde, em maio de 2009.

## Carreira
Musallam cresceu em Bir Zeit, perto de Ramallah. Ele ingressou no Seminário Inferior em Beit Jala, fora de Belém, para estudar para o sacerdócio em outubro de 1951. Após sua ordenação em 1963, ele foi designado para fazer trabalho pastoral nas cidades jordanianas de Zarqa e Anjara durante os anos 1960. Ele ganhou o apelido de emir (príncipe) dos cristãos entre os muçulmanos em Zarqa enquanto servia como assistente de pe. Butros Aranki (1963-1968). Ele foi nomeado pároco em Anjara em 1968 e desenvolveu sólidos contatos com os fedayeen palestinos da região. Um relato afirma que ele foi declarado persona non grata por volta de 1970, quando a Revolta do Setembro Negro estourou. Após um breve período como sacerdote da paróquia de Bir Zeit, ele foi enviado para Jenin (1971–1975), onde havia poucos cristãos, mas onde sua presença ainda é lembrada com respeito pelos muçulmanos. Musallam se lembra de ter aprendido mais sobre o homem sentando-se e bebendo café em cafés com pessoas em Jenin do que lendo textos teológicos. Musallam organizou as missas por 4 anos no complexo católico no coração de Jenin, e ganhou algum destaque como líder do Fatah, mas também se envolveu no cuidado pastoral dos cristãos em vilas próximas, como Burqin e Deir Ghazaleh. Em 1975, foi nomeado pároco na predominantemente aldeia cristã de Zababdeh, um enclave em uma área predominantemente muçulmana, cercado as aldeias de Tefit, Jalqamus, Mughayyir e Qabatiya, onde serviu por 2 décadas. Freqüentemente, ele era chamado para resolver disputas entre clãs muçulmanos rivais na área. Embora muitas vezes ordenado a negociar com o governador militar de Israel, Musallam geralmente se recusou a ir, embora ele tenha sido ameaçado de prisão por não fazê-lo e, eventualmente, ganhou o respeito do governador. Certa ocasião, ao ouvir relatos de que estava gravemente doente, o governador militar enviou um helicóptero para transportá-lo ao hospital, oferta que ele recusou. O respeito que ele ganhou em seu período em Jenin levou muitos muçulmanos locais a lhe pedirem para acomodar seus filhos no excelente sistema de ensino de Zababdeh, que ele supervisionou em sua nomeação lá. Ele prontamente aceitou a proposta, e o resultado foi que um terço dos alunos são jovens muçulmanos de Jenin e da zona rural circundante. Um grupo de cristãos palestinos ao redor de Musallam se vêem como 'as vozes das pedras vivas sem voz na Terra de Jesus', descendentes dos primeiros cristãos e, portanto, nativos da Palestina, e na visão de Musallam, nem convertidos do judaísmo nem Islam, que trabalha para a realização de um Estado Secular Democrático. Sua destreza retórica tem sido um fator importante para forjar um senso interconfessional de identidade compartilhada entre os palestinos. Ele foi nomeado para a diocese de Gaza em 1995. Na opinião de Musallam, os cristãos palestinos e os muçulmanos são um só: as diferenças são anuladas pelo sofrimento e humilhação compartilhados. Mesmo em Gaza sob a administração do Hamas, observa ele, os muçulmanos participam de casamentos cristãos, batismos e visitam igrejas em ocasiões específicas. Hamas, afirma ele, não luta contra outras religiões, está engajado em uma batalha contra a ocupação israelense.

## Acordos de Oslo
Na esteira da Declaração de Princípios estabelecida nos Acordos de Paz de Oslo de 1993, o Fatah de Yassir Arafat organizou uma manifestação entre a comunidade predominantemente muçulmana para reunir seu apoio aos acordos no Campo de Refugiados de Jenin. O discurso de abertura, uma análise seca do filósofo palestino Sari Nusseibeh, recebeu aplausos educados. Foi seguido por uma palestra apaixonada de um shabiba local (jovem do Fatah), prometendo que este era o primeiro passo para recuperar toda a Palestina do Mandato, palavras que provocaram uma resposta mais entusiástica. Musallam fora escolhido para encerrar a manifestação e a sua emocionante fala era, segundo um observador estrangeiro, interrompida a cada frase com gritos de al-Ab Manuel! al-Ab Manuel (Padre Manuel!) Ele elogiou o valor nativo do sumud, a firmeza do apego palestino à sua terra natal, desde a nakba até o exílio contínuo.

Remodulando as palavras do Salmo 137: 5, 'Se eu me esquecer de ti, ó Jerusalém palestina, que minha mão direita perca a astúcia', ele concluiu sua oração declarando:
'Eles nos espalharam pelo vento por todos os cantos da terra, mas não nos erradicaram.'
O discurso, proferido em 8 de setembro de 1993, foi recebido com uma ovação de pé de sete minutos.

## Posição em Jerusalém
Musallam considera Jerusalém como patrimônio de todas as três religiões abraâmicas, e lamenta o declínio, por meio da emigração, da outrora forte população cristã ali, que caiu de 60.000 em 1967 para 7.000 em 2006 Jerusalém não  é, ele argumenta, um legado a ser compartilhado com Israel, ou a ser reconhecida como a capital daquele país. Não pode ser construído como se a construção não fosse diferente da construção em Tel Aviv . "Jerusalém", declara Musallam, "era a cidade de Deus, paz e oração, mas foi convertida em uma cidade do homem, da guerra e do ódio. Em vez de se tornar a chave para as portas do céu, tornou-se uma chave para a guerra e o sangue" Ele está convencido de que Israel considera os locais sagrados como monumentos "pagãos", cujo apagamento, consideram, os aproximará de Deus. Locais sagrados foram anexados e o número de palestinos autorizados a visitá-los está diminuindo.
Musallam cita Theodor Herzl, o fundador do sionismo, como uma vez declarando: 'Se um dia recuperarmos Jerusalém e eu ainda puder fazer qualquer coisa no momento, minha primeira ação será purificá-la completamente. Vou remover tudo o que não é sagrado e queimar os monumentos que têm séculos.'

## Faixa de Gaza
As atividades de manutenção da paz de Musallam ganharam a aprovação do Patriarca Latino em Jerusalém, e uma das tarefas estabelecidas por Michel Sabbah ao nomear o pastor Musallam na Igreja da Sagrada Família, Gaza em 1995 foi a mediação entre o Hamas e o Fatah, resolvendo, além de suas diferenças irreconciliáveis, as questões-chave sobre as quais eles poderiam concordar. Nos primeiros dois anos, ele não teve os documentos de identidade adequados. A missão teve um preço pessoal: seus pais o acompanharam a Gaza e morreram lá, e as autoridades israelenses negaram-lhe a permissão para acompanhá-los quando foram enterrados em Bir Zeit. Por 14 anos Israel negou-lhe principalmente a reentrada de volta à Cisjordânia para visitar a família e amigos, uma exceção sendo um 3 visto de mês concedido em 2007-8, que no entanto coincidiu com os obstáculos israelenses colocados diante dos padres que se esforçavam para substituí-lo durante sua ausência. Isso incluiu Fouad Twal, cujo comboio foi atrasado por muitas horas na Travessia de Erez, atrasos que efetivamente interromperam a possibilidade de celebrarem o Natal com a comunidade cristã de Gaza. Um dos carros de Twal, com presentes de chocolate, teve o trânsito negado. Na opinião de Musallam, os palestinos são 'uma nação acorrentada' e a Faixa de Gaza é uma grande prisão, não uma metáfora, mas um reflexo da realidade que, em sua estimativa, metade da população experimentou detenção em prisões israelenses. Ele considera sua permanência lá como uma detenção de 14 anos na prisão.
A paróquia católica em Gaza remonta a 1747. A comunidade cristã lá é principalmente grega ortodoxa, cerca de 3.000, com 200 católicos e um punhado de batistas. A presença católica é atestada por 5 Irmãs do Rosário, 3 das quais dirigem uma escola que atende 500 alunos. No geral, as 2 escolas administradas pela Igreja Católica empregam 80 professores e oferecem educação mista para 1.200 alunos de todas as denominações, incluindo famílias de fundamentalistas islâmicos. Destes alunos, apenas 147 eram de famílias católicas (2006). A Igreja também está presente com 4 Pequenas Irmãs do Père de Foucauld e 6 Missionárias das Irmãs da Caridade de Madre Teresa. Musallam fundou o Fórum Cristão-Islâmico de Gaza.
Em 2006, ano em que foi nomeado monsenhor, ele forneceu em um e-mail a um jornal dirigido por Giulio Andreotti, uma descrição detalhada da vida sombria em Gaza. Falta eletricidade, às vezes com apenas 4 horas de luz, e as crianças são criadas com medo do escuro, um assombro em sua cultura de fantasmas, do diabo e do medo. Não se pode relaxar em família ou receber convidados depois de um dia de trabalho: a comida é escassa, muitos são reduzidos a mendigar de quem não tem nada e a pouca água disponível deve ser tirada de poços, e drones no alto muitas vezes interrompem a pouca recepção de televisão é possível. Os salários permanecem sem pagamento por meses, as crianças devem caminhar quilômetros até a escola, incapazes de se munir de livros, enquanto os ataques de mísseis são frequentes e as crianças estão expostas a violência sem fim. Não é raro que adolescentes saiam e cometam suicídio atacando um posto de fronteira israelense, em um caso, a fim de livrar os pais de um menino de uma boca extra para alimentar. A comunidade internacional desdenha em falar com os palestinos em sua situação. Para ele, parece que o mundo todo vê os palestinos como inimigos. O caso de Gilad Shalit, o único soldado israelense mantido como refém pelo Hamas, é citado como se fosse um potencial casus belli para uma guerra mundial, e ainda assim Israel, ele argumenta, que devastou o Líbano porque o Hezbollah tomou dois soldados das FDI como reféns. detém dezenas de milhares de palestinos.
A palestra do Papa Bento XVI em Regensburg, proferida em 12 de setembro de 2006, na qual foram feitas críticas ao Islã, teve repercussão em Gaza onde, como em outros lugares, sua difusão deu origem a expressões de hostilidade nos púlpitos de algumas mesquitas. Musallam conseguiu obter garantias do Mufti de Gaza, Ismail Haniyeh, Fatah e da filial do Ministro do Interior administrada pelo Hamas em Gaza para amenizar os mal-entendidos, e guardas policiais foram despachados para vigiar as instituições cristãs.
No ano seguinte, elementos desconhecidos atacaram o convento das Irmãs do Rosário durante a guerra civil entre a Fatah e o Hamas em 2007. As portas foram derrubadas por morteiros, ícones foram destruídos, livros religiosos queimados e a igreja saqueada. Musallam deplorou-o como um ato bárbaro de desconhecidos tentando semear tensões entre as comunidades islâmica e cristã, e tanto o Fatah quanto o Hamas condenaram o ato, com este último se comprometendo a reparar os danos.
De 2007 a 2014, os jovens em Gaza, observou ele, sofreram 4 guerras, o que tornou difícil ensiná-los a não odiar Israel. A pobreza absoluta destruiu a presença habitual em eventos festivos. A água era tão escassa que as mulheres menstruadas não podiam se limpar, nem os pais que trabalhavam se lavavam depois de um dia de trabalho. As crianças foram reduzidas a jogar jogos de guerra:
As crianças continuaram a brincar, como de costume, mas as brincadeiras que continuavam jogando sistematicamente, eram as da guerra. Eles se dividiam em dois lados e atiravam um no outro... A família Nassar tinha 7 filhos que, nas ocasiões em que podiam sair de casa, organizavam uma batalha, uma brincadeira embaixo de sua casa. Nas ruas, eles se pintavam de vermelho e atacavam quem passasse. Eles estavam bem equipados com armas e tinham um conhecimento íntimo das táticas de ataque e defesa. Eles recolheram seus feridos, criaram situações e transportaram os moribundos para o hospital. Em seguida, realizaram funerais, nos quais simulavam desespero pelos mortos.
Quando toda a extensão de Gaza estava sujeita a intensos ataques aéreos israelenses e fogo de artilharia durante a Operação Chumbo Fundido em 2008, no que Musallam chama de 'Guerra do Natal' O telhado de sua casa foi destruído por um míssil; a escola dirigida pelas Irmãs do Rosário foi atingida por vários mísseis israelenses e por bombas de fósforo. Musallam enviou um comunicado dos escombros fumegantes protestando contra a maneira como o povo de Gaza estava sendo 'tratado como animais em um zoológico', sofrendo de desnutrição, trauma, com milhares de feridos sem primeiros socorros elementares O suprimento básico de necessidades necessárias exigia o trânsito de 700 caminhões por dia, enquanto apenas 20 eram permitidos.

## Uso de imagens bíblicas
A avaliação de Musallam do conflito israelense-palestino freqüentemente se baseia em imagens bíblicas. Ele parafraseia o profeta Oséias (Oséias 10:12): 'Semeai para vós a justiça, colhei a recompensa da lealdade'. Ele fez uma analogia negativa do fechamento da fronteira Gaza-Egito com a Fuga para o Egito, onde pelo menos José poderia transportar o Menino Jesus para a segurança e um santuário no exterior. Musallam argumentou que as Lamentações de Jeremias lançam luz sobre o que está acontecendo na Faixa de Gaza,
por favor, abra sua Bíblia e leia as Lamentações de Jeremias. Isso é o que todos nós vivemos. As pessoas estão chorando, com fome, com trinta anos e desesperadas. Mesmo que haja comida à venda, as pessoas não têm dinheiro para comprar comida. O preço dos alimentos, é claro, dobrou e triplicou na situação. Eles não têm renda, oportunidades de obter alimentos de fora e de garantir dinheiro dentro de Gaza. Sem trabalho. Sem sustento. Sem futuro. Eles não têm esperança e muitas pessoas muito pobres estão vagando sem rumo, tentando implorar por algo de outras pessoas que também não têm nada. É de partir o coração ver isso.
Ele comparou os efeitos do ataque israelense na Operação Margem Protetora em Gaza em 2014 aos de uma 'bomba atômica' e considera o silêncio do mundo como imperdoável. Muitas das crianças que frequentavam uma das escolas católicas perto de Shuja'iyya morreram, ficaram órfãs ou perderam suas casas no intenso bombardeio israelense naquela área.

## Obras
- (com Jean-Claude Petit) Curé à Gaza: Un Juste en Palestina, (Padre Patisdh em Gaza: Um homem justo na Palestina) L'Aube 2010 [29]
- (com Nandino Capovilla) Un parroco all'inferno: Abuna Manuel tra le macerie di Gaza, (Um pároco no inferno: Abuna Manuel entre os escombros de Gaza) Editioni Paoline 2009.